# Quentin Tarantino
Quentin Jerome Tarantino (Knoxville, Tennessee, 27. ožujka 1963.) je američki scenarist, filmski redatelj i glumac koji se vrtoglavo proslavio početkom 1990-ih godina kada je kao osvježavajuće odvažni pripovjedač unio novi život u najprepoznatljivije američke arhetipove.

## Karijera
Tarantinov prvi veliki uspjeh bila je prodaja scenarija pod naslovom Prava romansa, koji je napisao zajedno s Rogerom Avaryjem, i po kojem je snimljen film s Patriciom Arquette i Christianom Slaterom u glavnim ulogama. Njegov je i originalni scenarij za Rođeni ubojice, koji je zapravo dio dužega scenarija iz kojega je potekao onaj za Pravu romansu, iako su ga kasnije znatno izmijenili drugi pisci. 
Prodaja Prave romanse (1993.) pobudila je zanimanje za njegovu nadarenost. Upoznao je Lawrencea Bendera na jednoj od holivudskih zabava, i Bender je potakao Quentina da napiše film. Rezultat je bio Reservoir Dogs. Redatelj Monte Helman pročitao je scenarij i pomogao osigurati sredstva kompanije Live Entertainment, kao i Quentinov redateljski honorar. Pun stila, ovaj duhovit i krvlju natopljen pljačkaški film odredio je ugođaj njegovih kasnijih radova. 
Slijedio je Pakleni šund, dobitnik Zlatne palme (Palme d'Or) na Filmskom festivalu u Cannesu 1994. Bio je to film sa zamršenim zapletom i podjednako brutalnim humorom. Mnoge uloge iz Paklenog šunda kritičari su oduševljeno pozdravili, a izvedba Johna Travolte zabilježena je kao ponovno oživljavanje njegove karijere. 
Tarantinov sljedeći film bio je Jackie Brown (1997.), adaptacija romana Elmorea Leonarda, njegova mentora. U ovome djelu napravljenom u počast tzv. blaxploitation filmovima glumila je Pam Grier, glumica koja se pojavljuje u mnogim filmovima toga žanra sedamdesetih godina dvadesetog stoljeća.
1998. Quentin se posvetio brodvejskoj pozornici, gdje je glumio u predstavi Čekaj dok se smrači (engl.: Wait Until Dark).
U to je vrijeme planirao napraviti ratni film Nemilosrdni gadovi, koji je odgodio da bi napisao i režirao  Kill Bill (izdan u dva dijela, Vol. 1 i Vol. 2), film osvete visokoga stila u duhu Wuxia filma kineske kinematografije i japanske filmske tradicije.
Ovaj film počiva na liku (mlada pred udaju) i zapletu koji su on i junakinja filma Kill Bill Uma Thurman razvili za vrijeme stvaranja Paklenog šunda.
Tarantino je također glumio u prvoj sezoni TV serije Alias kao McKenas Cole, bivši agent Udruge dvanaestorice (izmišljene terorističke organizacije), koji pokušava preuzeti urede svoje grupe da bi ukrao vrijedan predmet pohranjen u trezoru. Kasnije se ponovo pojavljuje u seriji kao jedan od voditelja nove terorističke organizacije zvane The Covenant (Savez). 
Godine 2004. Tarantino se ponovno vraća u Cannes, ovaj put kao Predsjednik žirija. Kill Bill nije bio u konkurenciji, ali je prikazan na završnoj večeri u originalnoj verziji koja traje više od 3 sata.

## Stil
Tarantinovi filmovi poznati su po oštrim dijalozima, slikovitom nasilju, iscjepkanoj kronologiji i opsesiji pop kulturom. Tu su i izmišljene robne marke, kao što su cigarete Red Apple i hamburgeri Big Kahuna iz Paklenog šunda, koje se pojavljuju i u drugim filmovima, uključujući Četiri sobe, Od sumraka do zore, Kill Bill, i čak 
Romy and Michele's High School Reunion. 
Gotovo kao i njegovi filmovi, također je popularna i njegova osobna pojava u liku brbljavoga štrebera koji u stopu prati najnovije trendove i posjeduje enciklopedijsko znanje kako popularnog, tako i umjetničkog filma. 

## Zanimljivosti
- Jedan od Tarantinovih zaštitnih znakova je tzv. snimak iz prtljažnika (trunk shot) — snimak nekog od likova kamerom smještenom u prtljažnik automobila. Iskoristio ga je u svim filmovima koje je režirao.

- Uvijek u nekom trenutku u svojim filmovima ima reklamu za cigarete Red Apple.

- Uvijek ubacuje scenu u kojoj nekog od likova kamera slijedi okolo prilično dugo vremena.

- Još jedna stvar koja se uvijek vraća u Tarantinove filmove je pušenje: gotovo svi likovi u njegovim filmovima su pušači, s jednom značajnom iznimkom - lik mlade u filmovima Kill Bill.

- Poznata je Tarantinova opsjednutost ženskim stopalima (nožni fetišizam ili podofilija). U njegovim su filmovima ženska stopala često u krupnom planu, a muški ih likovi nerijetko dodiruju ili masiraju.

- Još jedan zaštitni znak je nizozemski element u njegovim filmovima: u Kill Bill (Vol. 1) lik koji glumi Daryl Hannah zvižduće pjesmu Bernarda Hermanna, nizozemskog kompozitora; uvodnu melodiju za Reservoir Dogs također je skladao Nizozemac; Rutger Hauer je spomenut u Jackie Brown; razgovor o Amsterdamu u Paklenom šundu nezaboravan je za ljubitelje Tarantinovih filomova, a mlada u Kill Bill-u nazvana je po nizozemskoj kraljici (Beatrix).

- Iako mnogi likovi završavaju okrutnom, često neobično gadnom smrću, obično za to postoji neko opravdanje, pa makar i samo po mišljenju ostalih likova u filmu. Evo nekih primjera: dvije osobe okrutno ubijene u Kill Bill-u su silovatelj i pedofil; u Paklenom šundu jedan od likova ubija drugog upucavši ga među noge jer ga je ovaj prothodno silovao; g. Blonde u Reservoir Dogs ubijen je neposredno nakon što je nekog mučio.

- Jedan od Tarantinovih najboljih prijatelja je redatelj Robert Rodriguez (često se jedan drugoga zovu bratom). Tarantino je bio taj koji je predložio da naslov završnog dijela trilogije El Mariachi bude Bilo jednom u Meksiku. Obojica su članovi producentskoj kuće A Band Apart, u kojoj su također i redatelji John Woo i Luc Besson.

- Tarantino je bio u romantičnoj vezi sa Sofijom Copollom, spisateljicom i redateljicom filma Izgubljeni u prijevodu, dobitnicom Zlatnog globusa i Oscara, a zabavljao se i s Oscarom nagrađenom glumicom Mirom Sorvino. Postoje glasine da je bio u vezi i s Umom Thurman, koju zove svojom "muzom", ali je Tarantino izjavio da je njihova veza isključivo platonska.

- Izjavio je da je lik Clarencea u Pravoj romansi do izvjesne mjere autobiografski. Clarence je također bilo ime lika kojeg je igrao u amaterskom filmu pod naslovom Rođendan mog najboljeg prijatelja, čijem je scenariju koautor, a režirao ga je 1987., istovremeno kada je pisao Pravu romansu

- Navodno mu je kvocijent inteligencije 160.

- U njegovim filmovima često glume Tim Roth, Harvey Keitel, Uma Thurman, Michael Madsen i Samuel L. Jackson.

## Filmografija

### Redatelj i scenarist
- Rođendan mog najboljeg prijatelja (1987.)
- Reservoir Dogs (1992.)
- Pakleni šund (1994.)
- Četiri sobe (segment "Čovjek iz Hollywooda") (1995.)
- Jackie Brown (1997.)
- Kill Bill (Vol. 1 2003., Vol. 2 2004.)
- Death Proof (2007.)
- Nemilosrdni gadovi (2009.)
- Odbjegli Django (2012.)
- Mrska osmorka (2015.)
- Bilo jednom u Hollywoodu (2019.)

### Scenarist
- Prava romansa (1993.)
- Rođeni ubojice (1994.)
- Od sumraka do zore (1996.)

### Glumac
- Rođendan mog najboljeg prijatelja (1987.) - Clarence Pool
- Reservoir Dogs (1992.) - Mr. Brown
- Pakleni šund (1994.) - Jimmie Dimmick
- Sleep With Me (1994.) - Syd
- Destiny Turns On the Radio (1995.) - Johnny Destiny
- Četiri sobe (segment "Čovjek iz Hollywooda") (1995.) - Chester
- Desperado (1995.) - dostavljač
- Od sumraka do zore (1996.) - Richard Gecko
- Šestica (1996.) - Q.T.
- Vražji Nicky (2000.) - propovjednik
- Alias (TV serija) (2001.) - McKenas Cole
- Death Proof (2007.) - Warren

### Glavni producent
- Killing Zoe (1994.)
- Četiri sobe (1995.)
- Od sumraka do zore (1996.)
- Curdled (1996.)
- God Said, 'Ha!' (1998.)

## Vanjske poveznice
- IMDb profil